# 南西方面艦隊
南西方面艦隊是大日本帝国海軍於1942年（昭和17年）4月10日編制的艦隊。

## 概要
南方作戰完成後、菲律賓・中南半島・印度尼西亞・马来方面的哨戒・輸送・警備原來各由個別艦隊執行，為了地域作戰的統括指揮而編制。南西方面艦隊為第一南遣艦隊等警備艦隊的集合體。
1943年（昭和18年）9月編入第十三航空艦隊。11月分割出第二南遣艦隊，東印度尼西亞新設第四南遣艦隊，用以防範聯合軍北上。但連合軍直接於菲律賓上陸，於是只有第三南遣艦隊隊迎撃。
1944年（昭和19年）3月編入南東方面艦隊第九艦隊、12月編入北東方面艦隊第五艦隊、但皆短期間解隊。作為遊兵的第一・第二南遣艦隊與第十三航空艦隊於1945年（昭和20年）2月移至新設的第十方面艦隊、3月第四南遣艦隊解隊、菲律賓戰同時編入的第一航空艦隊亦於5月移管至聯合艦隊、最終歸南西方面艦隊指揮的只有第三南遣艦隊。
1945年（昭和20年）5月29日小澤治三郎中將就任聯合艦隊司令長官，同期生的大川內南西方面艦隊司令長官為先任順位，基於先任者不歸後任者指揮的日本海軍慣例，不屬小澤指揮系統而是大本營直轄部隊。馬尼拉守備隊不從陸軍的方針、獨自實行馬尼拉市街戰而失敗。終戰時失去了宿霧和棉兰老岛等主要據點、陷入壞滅狀態。

## 歷代司令長官
1. 高橋伊望中將　1942年（昭和17年）4月10日～1942年9月14日
2. 高須四郎中將→大將　1942年9月15日～1944年6月17日
3. 三川軍一中將　1944年6月18日～1944年10月31日
4. 大川內傳七中將　1944年11月1日～（終戰）

## 歷代参謀長
1. 中村俊久少將　1944年（昭和19年）4月9日～1944年10月9日
2. 多田武雄少將→中將　1944年10月10日～1944年2月28日
3. 西尾秀彦少將　1944年3月1日～1944年10月31日
4. 有馬馨少將　1944年11月1日～（終戰）

## 部隊

### 1942年4月10日 新編時的編制
- 第一南遣艦隊（馬來・中南半島擔當） ※舊南遣艦隊
- 第二南遣艦隊（印度尼西亞擔當） ※舊第三艦隊
- 第三南遣艦隊（菲律賓擔當）
  - 第一海上護衛隊（船團護衛）

### 1942年7月14日 中途島海戰後的編制
- 第一南遣艦隊
- 第二南遣艦隊
- 第三南遣艦隊
  - 第一海上護衛隊
  - 第21航空戰隊：鹿屋海軍航空隊、東港海軍航空隊、葛城丸
  - 第23航空戰隊：高雄海軍航空隊、第3航空隊
- 附屬：りおでじゃねろ丸、伊8
  - 第30潛水隊：伊162、伊165、伊166

### 1943年4月1日 瓜達爾卡納爾島撤退後的編制
- 直屬：第一海上護衛隊
  - 第21航空戰隊：第151海軍航空隊、第253海軍航空隊、第751海軍航空隊
  - 第23航空戰隊：第202海軍航空隊、第753海軍航空隊
- 第一南遣艦隊
- 第二南遣艦隊
- 第三南遣艦隊
- 附屬：神威（日语：神威 (水上機母艦)）
  - 第19驅逐隊：磯波、浦波、敷波
  - 第30潛水隊：伊162、伊165、伊166
  - 第851海軍航空隊

### 1944年4月1日 戰時編制制度改定後的編制
- 直屬：第16戰隊：青葉、鬼怒、大井、北上
  - 第19驅逐隊：浦波、敷波、天霧
  - 神威
  - 第3連合通信隊
- 第一南遣艦隊
- 第二南遣艦隊
- 第三南遣艦隊
- 第四南遣艦隊（東印度尼西亞擔當）
- 第九艦隊（西部新幾內亞擔當） ※1944年3月25日由南東方面艦隊編入
- 第十三航空艦隊（南西方面艦隊航空支援擔當）
- 附屬：勝力（日语：勝力 (敷設艦)）、聖川丸（日语：聖川丸 (特設水上機母艦)）
  - 第36設營隊

### 1944年8月15日 菲律賓海海戰後的編制
- 直屬：第16戦隊：青葉、鬼怒、大井、北上
  - 第19驅逐隊：浦波、敷波
  - 第27特別根據地隊
  - 第3連合通信隊
- 第一南遣艦隊
- 第二南遣艦隊
- 第三南遣艦隊
- 第四南遣艦隊
- 第一航空艦隊 ※1944年8月10日編入（1943年7月1日基地航空隊再建、大本營直轄）
- 第十三航空艦隊
- 附屬：勝力、南海
  - 第36設營隊

### 1945年3月1日 菊水作戰直前的編制
- 直屬：第27特別根拠地隊
- 第三南遣艦隊
- 第四南遣艦隊
- 第一航空艦隊

### 1945年6月1日 最終時的編制
- 直屬
  - 第26航空戰隊
    - 北菲海軍航空隊、中菲海軍航空隊、南菲海軍航空隊、第141海軍航空隊、第153海軍航空隊
    - 第201海軍航空隊、第221海軍航空隊、第341海軍航空隊、第761海軍航空隊、第763海軍航空隊
    - 第37警備隊
- 第三南遣艦隊